# Konventikelplakatet
Konventikelplakatet var en svensk förordning från den 12 januari 1726 som förbjöd konventiklar (bönemöten i andra lokaler än i kyrkan, till exempel i hemmet, med undantag för familjeandakter). Konventikelplakatet riktade sig närmast mot den pietistiska rörelsen, för att slå vakt om "enhet i religionen" som enligt den tidens uppfattning var nödvändig för samhällets bestånd. Brott mot förordningen kunde resultera i stränga straff. Arrangören fick 200 daler silvermynt i böter första gången, 400 daler silvermynt andra gången. Detta kunde, i brist på pengar, omvandlas till 14 dagars fängelse på vatten och bröd första gången och tre veckor andra gången. Den som dristade sig att leda en sådan sammankomst för tredje gången förvisades ur landet på två år. Även deltagare fick böta: 40 daler silvermynt första, 80 daler silvermynt andra och 160 daler silvermynt tredje gången.)
Under 1800-talet användes konventikelplakatet även mot roparrörelsen och frikyrkorörelsen. Många vägrade att finna sig i lagen, och föredrog att utvandra – de flesta till Nordamerika. Den första stora emigrationsvågen på 1840- och 1850-talen berodde till en del på konventikelplakatet. Från nästan alla landsändar inkom petitioner om förordningens avskaffande. 
Frågan behandlades vid flera riksdagar, men först den 26 oktober 1858 upphävdes plakatet. En ny, något mildare lag kom i dess ställe. Sammankomster utan ledning av präst fick fortfarande inte förekomma under den vanliga gudstjänsttiden utan särskilt tillstånd. Redan den 11 december 1868 ersattes även den. Nu fick sådan sammankomst hållas under den allmänna gudstjänsttiden, men fick inte vara så nära kyrkan att den störde ordningen. 
I Storfurstendömet Finland upphävdes konventikelplakatet den 1 juli 1870 då den nya kyrkolagen trädde i kraft.